# Виробництво йодидного цирконію

Рис. 1. Установка для проведення йодидного процесу:
1 — насос глибокого вакууму; 2 — виморожувач; 3 — вентиль; 4 — мідний електрод; 5 — термопара; 6 — бак з рідиною для термостатування; 7 — змійовик-охолоджувач; 8 — молібденовий екран; 9 — балон з тетрайодидом цирконію; 10 — молібденовий наконечник електрода; 11 — стрічкові нагрівачі; 12 — циркуляційна труба; 13 — апарат із сплаву хастелой В; 14 — цирконієва губка; 15 — керамічні втулки; 16 — міксер; 17 — ущільнення; 18 — цирконієвий дріт для закріплення балону; 19 — рівень рідини.

Виробни́цтво йоди́дного цирко́нію — спосіб отримання цирконію і гафнію високого ступеня чистоти, що є важким завданням внаслідок хімічної активності цих елементів — добрих геттерів водню, азоту і кисню. Це обмежує можливості застосування рафінувальної плавки цирконію і гафнію, оскільки для досягнення очищення при плавці необхідний глибокий вакуум: залишковий тиск має бути нижчим 133×10−7 Па. Але комплекс властивостей цирконію і гафнію та їх йодидів сприятливий для застосування йодидного рафінування цих металів. Цей перший промисловий метод отримання цирконію і гафнію в пластичному стані зберігає своє значення і сьогодні.
Цирконій та гафній в промислових умовах отримують металотермічним відновленням їх оксидів, хлоридів, флуоридів, флуорцирконатів і флуоргафнатів калію і натрію, а також електролізом розплавів хлоридів та флуоридів лужних металів, і методом термічної дисоціації галоїдів (тетрайодидів цирконію і гафнію).
Відомо кілька методів отримання відносно чистого металевого цирконію, заснованих на процесах відновлення. Щонайменше два з них застосовувалися у першій половині ХХ століття для виробництва цирконію в промислових масштабах. Але відомі методи виробництва дозволяли отримувати метал лише у вигляді порошку. Численні спроби використати порошок для отримання компактного пластичного металу виявилися безуспішними. Інколи в процесі відновлення вдавалося отримати окремі дрібні корольки достатньо пластичного цирконію, але здебільшого метал був крихким, непридатним для механічної обробки.
Хімічний аналіз показував, що такий метал містив лише незначну кількість домішок. Дослідники спочатку не припускали, що присутність порівняно невеликої кількості оксидів, нітридів чи карбідів викликає таку значну крихкість цирконію.
Лише у 1925 році ван Аркель А. Е. отримав дійсно пластичний компактний метал дуже високої якості, застосувавши для цього метод термічної дисоціації галоїдів. Крупнокристалічний металевий цирконій отримали при термічному розкладі пари йодиду цирконію на вольфрамовому дроті. Цей метал піддавався холодній обробці і був досить пластичним при кімнатній температурі.
Перші роботи з отримання металу методом термічної дисоціації галоїдів виконали на тетрахлориді цирконію. Значним вдосконаленням цього методу було відкриття, що тетрайодид цирконію дисоціює на метал і галоїд значно швидше, ніж інші галоїди. Антон Едуард ван Аркель і Ян Гендрік де Бур були авторами цього вдосконалення. Метод виробництва металів високої чистоти отримав з часом декілька назв: «метод де Бура», «метод ван Аркеля», «метод гарячої нитки», але найчастіше його називають «йодидним методом».
Він полягає в тому, що з елементарного йоду і нерафінованого металу отримують леткий йодид металу, який при нагріванні розкладається на чистий метал і газоподібний йод. Таким чином, отримують чистий, пластичний, стійкий проти корозії метал у вигляді кристалічних стрижнів, які легко переплавити відомими методами.
Йодидний спосіб рафінування металів є типовим прикладом практичного застосування хімічної транспортної реакції, яку в найпростішій формі можна записати таким рівнянням
:

Умовами реакції є оборотність і наявність градієнту концентрацій реагуючих газів між двома різними за температурою зонами. Це рівняння характеризує хімізм процесу отримання чистого цирконію з неочищеного металу шляхом утворення тетрайодиду цирконію як проміжної стадії процесу. Під час реакції йод безперервно регенерується та взаємодіє з новою порцією неочищеного цирконію.
Тепло необхідне лише для розкладання тетрайодиду цирконію. При температурі 1300 °С розкладання протікає досить швидко. Зворотна реакція, тобто хімічне сполучення пари йоду з металевим цирконієм, відбувається при температурі, нижчій за 200 °С. Ця реакція дозволяє успішно отримувати чистий тетрайодид цирконію, використовуючи як вихідний матеріал неочищений метал. Такий низькоякісний вихідний метал можна отримати шляхом відновлення оксиду цирконію кальцієм у спеціальній апаратурі, яка витримує високі тиск і температуру. Відновлена маса подрібнюється і обробляється соляною кислотою. Отриманий порошок має такий типовий склад, (%): Zr — 98,3; Ca — 0,02; Fe — 0,008; Al — 0,008; Si — 0,002.
Такий порошок застосовують в електронній техніці, але він непридатний для виробництва пластичного металу, оскільки містить близько 1,7 % кисню й азоту (в сумі), присутніх у вигляді оксиду і нітриду, що обумовлює крихкість металу.
Водночас такі домішки, як оксид і нітрид, не впливають на чистоту леткого йодиду цирконію, оскільки залишаються в осаді. Але дуже важливо, щоб металевий порошок не містив значної кількості таких елементів як титан, залізо, алюміній, бор, кремній, гафній, торій, берилій або фосфор, які, утворюючи леткі йодиди, будуть супроводжувати тетрайодид цирконію і забруднювати готовий продукт.
Цей метод отримання чистих металів є класичним, а терміни «йодидний метал» і «чистий метал» сприймаються як синоніми. Застосування йодидного методу буде успішним, якщо виключити перенесення кисню, азоту, водню і вуглецю із брудного, неочищеного металу в очищений металевий осад.
Йодидний процес у його сучасному вигляді є результатом роботи, розпочатої в кінці ХІХ століття, з вивчення ниток з тугоплавких металів для електричних ламп розжарення. Ейлсворт J.W. у 1896 р. описав метод, за допомогою якого він осаджував цирконій та інші тугоплавкі метали з їх летких галоїдних сполук в присутності газоподібного відновлювача (наприклад, водню) на дроті, що розігрівається електричним струмом. Вайнтрауб E. в 1912 р. описав «вдосконалений метод і апаратуру» для отримання у чистому вигляді таких елементів, як бор, титан, торій, уран, вольфрам і молібден. Відмінність цього методу від методу Ейлсворта полягала лише в тому, що замість дроту застосовувалася вогнетривка трубка, і метою процесу було отримання чистих металів, а не виробництво ниток розжарення.
У 1915 році Ленгмюр I. оприлюднив роботу з поглинання залишкових газів у лампах розжарення вольфрамовою ниткою. Подаючи в скляну колбу з гарячою і холодною нитками невелику кількість хлору він, між іншим, виявив, що хлор реагує з холодною ниткою і утворює леткий хлорид, який потім розкладається на гарячій нитці з відкладанням металічного вольфраму і атомарного хлору.
Таким чином, гаряча нитка росте за рахунок холодної, яка витрачається під час цього процесу.
Ван Аркель, працюючи на електроламповому заводі фірми «Філіпс» (Нідерланди), у 1923 році використав спостереження Ленгмюра при виготовленні монокристалічних стрижнів чистого вольфраму для рентгенографічного дослідження. Ван Аркель відмовився від газів-відновлювачів, які застосовували Ейлсворт і Вайнтрауб, отримавши можливість позбутися домішок, які вносилися цими газами. У 1925 році ван Аркель і де Бур J.H. поширили цю ідею на отримання цирконію та інших металів з їх йодидів.
У цій та наступних роботах де Бура і Фаста J.D. були закладені основи подальшого розвитку досліджень, які привели до застосування йодидного процесу в промисловості.
Протягом 1920 років йодидний метод використовувався в масштабі, який несуттєво перевищував лабораторний. У невеликих обсягах цирконій вироблявся фірмою «Філіпс» для застосування як газопоглинача, та для вироблення спеціальних деталей електронних ламп. Процес протікав у скляній апаратурі, і діаметр вироблених стрижнів не перевищував 5 мм, а маса — 250 г.
До травня 1940 року, коли поставки цирконію зупинилися у звʹязку з окупацією Нідерландів Німеччиною, фірма «Фут мінерал» ввозила кристалічні стрижні цирконію до США. Надалі фірма «Фут мінерал» розпочала виробництво кристалічних стрижнів цирконію на своєму заводі в США, а також виконала дослідження, які дозволили внести в процес певні поліпшення. Подальшим же своїм розвитком цей процес зобов'язаний роботам лабораторії Фут Мінерал Компані та інституту Беттла (Battelle Memorial Institute, штат Огайо, США).
До 1945 року процес ван Аркеля впроваджувався в промисловість досить повільно. Внаслідок високої вартості виробництва застосування цирконію, попри його виключно високу корозійну стійкість, залишалося обмеженим. Висока вартість металу обмежувала впровадження методу ван Аркеля, а здешевлення цирконію було неможливим без розширення масштабів виробництва.
Але згодом у промисловців виник інтерес до металевого цирконію, як конструкційного матеріалу для ядерних реакторів, що сприяло зняттю цього протиріччя.
Конструкційні матеріали в ядерних реакторах використовують для виготовлення опорних конструкцій, оболонки тепловидільних елементів (ТВЕЛ) для захисту урану від безпосередньої дії води або повітря, створення поверхні теплообміну. Таким матеріалам мають бути притаманні відповідні механічні властивості та корозійна стійкість в теплоносії при високих робочих температурах, а також «прозорість» для нейтронів (легка проникність для нейтронів). Останній вимозі серед звичайних конструкційних матеріалів відповідають лише алюміній та магній. Але при високих температурах ці метали не можуть забезпечити необхідну міцність та корозійну стійкість.
Згідно зі звичайними вимогами, реакторний матеріал повинен легко оброблятися, мати високу міцність і пластичність при робочих температурах, та високу стійкість проти термічних напружень. За таких умов лише цирконій та його сплави придатні для використання як конструкційного матеріалу ядерного реактора.
Цирконій за своїми властивостями найкраще відповідає всім найважливішим вимогам атомної техніки: висока температура плавлення, відмінний спротив корозії, малий ефективний поперечний переріз поглинання теплових нейтронів. Введення легуючих добавок дозволяє отримати метал з ще кращими механічними характеристиками.
Найбільш цінною властивістю цирконію, завдяки якій він став застосовуватися в реакторах на теплових нейтронах, є його малий переріз поглинання — менш як 0,2 барна. Цирконій у цьому випадку має бути виключно чистим стосовно домішок елементів з великим перерізом поглинання.
Але цирконієві руди містять звичайно до 3 % гафнію, який має великий переріз поглинання (115 ±15 барн). Цирконій та гафній дуже подібні за своїми хімічними властивостями і не можуть бути розділені у звичайному процесі відновлення. В цирконії середньої якості поперечний переріз поглинання перевищує 1,0 барн. Тому у виробництві цирконію для атомних реакторів необхідна операція вилучення гафнію до прийнятного вмісту — менше 0,01 %.
Ще однією перевагою цирконію є те, що цирконієві руди розповсюджені у світі, а вартість металу є прийнятною для використання його в таких спеціальних галузях як ядерне реакторобудування.
Можливість використання цирконію як конструкційного матеріалу для ядерних реакторів виявилася зимою 1947—1948 рр. в результаті робіт Pomerance H., та інших дослідників, які встановили, що попередньо визначене значення перерізу поглинання теплових нейтронів для цирконію виявилося завищеним через присутність в ньому гафнію. Присутність гафнію в рудах цирконію дуже негативно впливає на якість цирконію. Тому за завданням комісії з атомної енергії США (КАЕ, англ. United States Atomic Energy Commission, AEC) стали досліджуватися методи розділення цих двох елементів.
Першою організацією, яка встановила можливість швидкого застосування цирконію в цій галузі, був Відділ енергетичних реакторів фірми «Вестінхауз» (ОАЕВ). Після додаткових досліджень, проведених у 1949 році, які дали позитивні результати, Відділ енергетичних реакторів вибрав цирконій як конструкційний матеріал для реактора на теплових нейтронах для підводного човна (STR). Це рішення дало потужний поштовх розвитку виробництва цирконію.
З'явилася необхідність в розробці ефективного методу відділення гафнію від цирконію в масовому (великотоннажному) виробництві цирконію високої чистоти. І такий достатньо ефективний спосіб розділення цирконію і гафнію розробила до 1950 року хімічна група Y-12 Відділу енергетичних реакторів КАЕ. Зусиллями цієї групи, Гірничого бюро США та інших установ отримали 2,7 т листового металу.
Тоді ж запланували розширити завод Гірничого бюро для виробництва цирконієвої губки; з фірмою «Фут» підписали контракт на переробку губчатого металу в корозійностійкі кристалічні стрижні йодидного цирконію. Пізніше Відділення атомної енергії фірми «Вестінгауз» (ОАЕВ) побудувало й ввело в дію завод з виробництва йодидного цирконію, який і поставляв більшу частину цирконію для активної зони реактора STR.
Всі металургійні лабораторії, пов'язані з Відділом ядерних реакторів КАЕ, розгорнули дослідження цирконію і його сплавів, технології виробництва та методів аналізу. До червня 1953 року виконані інтенсивні дослідження, які дозволили закінчити спорудження активної зони реактора, що став прототипом реактора для підводного човна. В цьому реакторі використали цирконієвий стрижень фірми «Фут» і ОАЕВ.
Зростання інтересу до цирконію призвело до різкого нарощування обсягів його виробництва. Протягом кількох років досягнуто значного прогресу у виробництві йодидного цирконію.
Поворотним пунктом початку промислового виробництва кристалічних стрижнів цирконію стала заміна скляної реакційної ємності на металеву. Хоча ван Аркель і де Бур згадували у своєму патенті про можливість застосування апарата з хромистої сталі [160], перше повідомлення про фактичне застосування такого апарата зробили 1945 році Alnutt D. B. і Scheer C. L. (фірма «Фут»).
Більш детальний опис металевого апарата для отримання йодидного металу зроблений Gonser B. W. (Інститут ім. Беттла) у 1949 році. Апарат дозволяв отримувати стрижні діаметром до 16 мм та довжиною 610 мм і масою 700—750 г. Такі апарати після певного вдосконалення (зокрема, збільшення висоти реактора) в цьому інституті застосовувалися ще й 1956 року.
На відміну від апаратів Інституту ім. Беттела та фірми «Фут», у апараті ОАЕВ реакційна посудина занурена у рідину термостата (рис. 1).
Реактор являв собою металеву циліндричну ємність (реторту) із жаростійкого сплаву хастелой В діаметром 305 мм і висотою 1220 мм. Молібденовий екран, який відокремлював простір для розміщення губки, мав діаметр 267 мм і розміщувався концентрично всередині апарата. Два електроди вводилися в апарат через трубки із сплаву хастелой В. В конструкції електродів передбачено їх водяне охолодження.
Електроди ізолювались від кришки апарата двома керамічними втулками. Проникнення йоду і ZrI4 в трубки із сплаву хастелой, через які пропущені електроди, запобігалось ущільненням прокладками із золотого дроту. Надійні герметизовані вентилі на йодидній установці ОАЕВ мали особливу водоохолоджувану конструкцію.
Для підтримки в апараті рівномірної і стабільної температури застосована соляна ванна з перемішуванням, в якій рідиною для термостатування слугують евтектичні суміші нітритів і нітратів натрію і калію. Ця ванна діаметром 610 мм нагрівалася зовні стрічковими нагрівачами. Охолодження апарата досягалося шляхом примусової циркуляції органічної рідини (ероклор 1248) в замкнутому циклі через змійовики, концентрично розміщені в соляній ванні навколо йодидного апарата.
Металева нитка з цирконієвого дроту діаметром 3 мм була зігнута у вигляді петлі, кінці якої під'єднувалися до електродів з молібденовими наконечниками. Загальна довжина нитки — 2,4 м.
Молібденовий екран у вигляді циліндра дещо меншого діаметра, ніж сама реторта, був виготовлений з перфорованого листа і вставлявся всередину реторти; кільцевий простір навколо нього заповнювався цирконієвою стружкою.
Після завантаження реактор, за виключенням кришки, нагрівався в електричній печі опору до температури 600 °С, та під'єднувався до вакуум-насоса для його вакуумування. Така обробка проводиться до повної дегазації реактора з цирконієвою стружкою чи губкою, і може тривати кілька діб. Після закінчення дегазації реактор охолоджується, вакуумний кран перекривається для від'єднання реактора від вакуумного насоса.
Далі в реактор подають йод. Необхідну температуру в реакторі підтримують шляхом зміни електричної напруги, яка підводиться до електродів. Осадження металу на цирконієвому дроті починається при температурі 1100 °С; температуру стрижня, що утворюється, підтримують близькою до 1300 °С. Шляхом вибору величини напруги режим утримують так, щоб сила струму зростала на 10—15А на годину. Процес осадження триває до трьох діб, після чого реактор охолоджують; кришку знімають разом з цирконієм, що осів на дроті, підвішеному до електродів. Стрижень йодидного цирконію отримують у вигляді шпильки довжиною 2,4 м діаметром 12,7—25,4 мм.
Науково-дослідні роботи зі створення технології виробництва пластичного цирконію високої чистоти термічною дисоціацією його тетрайодиду проводилися і в Росії (Гиредмет, м. Москва) з 1946 року Ваксом А. Ш. із співробітниками (Пепєляєва Є. А., Ведяшкіна Л. А.). У 1950 році на дослідному заводі Гиредмет у Підмосков'ї організували випуск дослідних партій цирконієвих стрижнів за технологією, розробленою під керівництвом Пепеляєвої. Але недосконале апаратурне оформлення процесу не дозволило на той час перейти до промислового виробництва йодидного цирконію.